# 9880 Stegosaurus
A 9880 Stegosaurus (ideiglenes jelöléssel 1994 PQ31) a Naprendszer kisbolygóövében található aszteroida. Eric Walter Elst fedezte fel 1994. augusztus 12-én.
Nevét a Stegosaurus nevű dinoszaurusznem után kapta.